# Justin Bijlow
Justin Bijlow (Róterdam, Provincia de Holanda Meridional, Países Bajos, 22 de enero de 1998) es un futbolista neerlandés que juega como guardameta en el Feyenoord de la Eredivisie de los Países Bajos.

## Trayectoria
Justin Bijlow es producto de las divisiones menores del Feyenoord de Róterdam desde el año 2006, club con el cual disputó varios partidos con los equipos sub-17, sub-19 y sub-21. A los 17 años, en febrero de 2015 firmó su primer contrato profesional y en la temporada 2015/16 estuvo en banca en cuatro partidos oficiales del primer equipo. En la campaña 2016/17 fue el suplente habitual del australiano Brad Jones. Estuvo convocado en casi todos los partidos, a la vez que alternaba con las reservas y los sub-19, sin embargo no llegó a debutar y el Feyenoord salió campeón de liga. El 27 de octubre de 2016 extendió su contrato con el club hasta 2021.
El 13 de agosto de 2017, en el arranque de la campaña 2017/18, fue titular en su debut con el Feyenoord. Ese día vencieron al Twente por 2 a 1. Estuvo en banca en la final de la Copa de los Países Bajos y en la Supercopa de los Países Bajos y en general continuó siendo suplente de Jones.
La partida de Jones en agosto de 2018 al fútbol árabe finalmente le abrió las puertas en el titularato en el arco del Feyenoord para la campaña 2018/19, la cual arrancó con victoria en los penales ante PSV Eindhoven en la Supercopa 2018, jornada en la que Bijlow atajó dos de los penales, siendo vital en la consecución de ese título, además de haber mantenido la portería a cero en el tiempo regular. Ese mismo mes, Bijlow fue incluido en la lista de 80 candidatos al Premio Golden Boy 2018, quedando también en la lista recortada de 40.
Entre enero de 2019 y enero de 2020 no disputó ningún partido oficial, en parte por una lesión al pie que lo alejó de las canchas por 7 meses. Volvió el 19 de enero de 2020 en la victoria por 3-1 ante Heerenveen, estando destinado a ser el arquero titular de Feyenoord tras la partida de Kenneth Vermeer.

## Selección nacional
Formó parte de la categoría sub-21 de la selección de fútbol de los Países Bajos. De igual forma integró casi todas las categorías inferiores, como la sub-16, sub-17, sub-19 y sub-20.
Con la sub-17 participó en el Campeonato Europeo Sub-17 de la UEFA 2014 donde fueron subcampeones, sin embargo Bijlow no disputó ningún encuentro dado que Yanick van Osch fue el arquero titular de Holanda. En cambio, sí fue titular en el Campeonato Europeo Sub-17 de la UEFA 2015, sin embargo Países Bajos no pasó de la fase de grupos pese a no perder ningún encuentro empatando los tres ante Irlanda, Inglaterra e Italia.
Con la sub-19 participó en el Campeonato Europeo de la UEFA Sub-19 2017, donde fue titular en el arco neerlandés, capitán del equipo y llegando a semifinales. Incluso al término de la competición fue incluido en el equipo ideal del torneo.
El 1 de septiembre de 2021 debutó con la selección absoluta en un empate a uno ante Noruega de clasificación para el Mundial 2022.

### Participación en Eurocopas
| Torneo                              | Sede     | Resultado      | Partidos | Goles recibidos |
| ----------------------------------- | -------- | -------------- | -------- | --------------- |
| Campeonato de Europa Sub-17 de 2014 | Malta    | Subcampeón     | 0        | 0               |
| Campeonato de Europa Sub-17 de 2015 | Bulgaria | Fase de grupos | 3        | 2               |
| Campeonato de Europa Sub-19 de 2017 | Georgia  | Semifinales    | 4        | 4               |
| Eurocopa 2024                       | Alemania | Semifinales    | 0        | 0               |

### Participaciones en Copas del Mundo
| Mundial      | Sede  | Resultado        | Partidos | Goles |
| ------------ | ----- | ---------------- | -------- | ----- |
| Mundial 2022 | Catar | Cuartos de final | 0        | 0     |

## Clubes y estadísticas
Actualizado el 25 de octubre de 2023.
| Club | Temporada        | Div.             | Liga             | Liga            | Liga             | Copas nacionales(1) | Copas nacionales(1) | Copas nacionales(1) | Copas internacionales(2) | Copas internacionales(2) | Copas internacionales(2) | Total            | Total           | Total            |
| Club | Temporada        | Div.             | Partidos jugados | Goles recibidos | Partidos invicto | Partidos jugados    | Goles recibidos     | Partidos invicto    | Partidos jugados         | Goles recibidos          | Partidos invicto         | Partidos jugados | Goles recibidos | Partidos invicto |
| --- | ---------------- | ---------------- | ---------------- | --------------- | ---------------- | ------------------- | ------------------- | ------------------- | ------------------------ | ------------------------ | ------------------------ | ---------------- | --------------- | ---------------- |
| Feyenoord de Róterdam · Países Bajos | 2017-18          | 1.ª              | 3                | 4               | 0                | —                   | —                   | —                   | —                        | —                        | —                        | 3                | 4               | 0                |
| Feyenoord de Róterdam · Países Bajos | 2018-19          | 1.ª              | 16               | 20              | 5                | 1                   | 0                   | 1                   | 1                        | 4                        | 0                        | 18               | 24              | 6                |
| Feyenoord de Róterdam · Países Bajos | 2019-20          | 1.ª              | 7                | 8               | 2                | 3                   | 2                   | 1                   | —                        | —                        | —                        | 10               | 9               | 3                |
| Feyenoord de Róterdam · Países Bajos | 2020-21          | 1.ª              | 16               | 19              | 6                | —                   | —                   | —                   | 3                        | 5                        | 1                        | 19               | 24              | 7                |
| Feyenoord de Róterdam · Países Bajos | 2021-22          | 1.ª              | 22               | 22              | 9                | 1                   | 2                   | 0                   | 12                       | 9                        | 5                        | 35               | 33              | 14               |
| Feyenoord de Róterdam · Países Bajos | 2022-23          | 1.ª              | 25               | 19              | 12               | 1                   | 1                   | 0                   | 8                        | 13                       | 3                        | 34               | 33              | 15               |
| Feyenoord de Róterdam · Países Bajos | 2023-24          | 1.ª              | 2                | 0               | 2                | 1                   | 1                   | 0                   | 1                        | 1                        | 0                        | 4                | 2               | 2                |
| Total club | Total club       | Total club       | 91               | 92              | 36               | 7                   | 6                   | 2                   | 25                       | 32                       | 9                        | 123              | 129             | 47               |
| Total en carrera | Total en carrera | Total en carrera | 91               | 92              | 36               | 7                   | 6                   | 2                   | 25                       | 32                       | 9                        | 123              | 129             | 47               |
| (1)Incluye datos de la Supercopa de los Países Bajos (2018 y 2023) y la Copa de los Países Bajos (2019/20, 2021/22 y 2022/23). (2)Incluye datos de la Liga de Campeones (2023-24), Liga Europa (2018/19, 2020/21 y 2022/23) y de la Liga Conferencia (2021/22). |                  |                  |                  |                 |                  |                     |                     |                     |                          |                          |                          |                  |                 |                  |

## Palmarés

### Títulos nacionales
| Título                        | Club      | País         | Año     |
| ----------------------------- | --------- | ------------ | ------- |
| Eredivisie                    | Feyenoord | Países Bajos | 2016-17 |
| Supercopa de los Países Bajos | Feyenoord | Países Bajos | 2017    |
| Copa de los Países Bajos      | Feyenoord | Países Bajos | 2017-18 |
| Supercopa de los Países Bajos | Feyenoord | Países Bajos | 2018    |
| Eredivisie                    | Feyenoord | Países Bajos | 2022-23 |
| Copa de los Países Bajos      | Feyenoord | Países Bajos | 2023-24 |
| Supercopa de los Países Bajos | Feyenoord | Países Bajos | 2024    |

### Distinciones individuales
| Distinción                                                                   | Año  |
| ---------------------------------------------------------------------------- | ---- |
| Incluido en el equipo ideal del Campeonato Europeo de la UEFA Sub-19         | 2017 |
| Incluido en la lista de 40 candidatos al Premio Golden Boy según Tuttosport. | 2018 |